# Асуанска язовирна стена
 Тази статия е за Високата стена при Асуан.  За по-старото съоръжение вижте Асуанска ниска язовирна стена.  
Асуанската язовирна стена, наричана също Високата стена, е язовирна стена край град Асуан в Южен Египет, преграждаща река Нил.
Построена е между 1958 и 1970 година с финансиране и техническа помощ от Съветския съюз. Високата стена е разположена на 7,3 km над завършената през 1902 година и неколкократно реконструирана Ниска стена, като увеличава значително обема на образувания от тези 2 стени язовир „Насър“.
Основното предназначение на Асуанските язовирни стени е да ограничат язовира, чрез който да се регулира неравномерното течение на река Нил, предотвратявайки ежегодните разрушителни наводнения и създавайки запас от вода, която да се използва в земеделието при засушливи периоди. Те се използват и за основа на мощности за производство на електроенергия във водноелектрически централи. Изграждането им оказва значително влияние върху икономиката и културата на Египет.

## История

### Ранни планове
Най-старите известни планове за строителство на язовирна стена при Асуан са от 11 век, когато известният учен Ибн ал-Хайтам пристига в Египет по покана на халифа Ал-Хаким бир-Амриллах. Той трябва да организира мерки за регулиране на течението на река Нил, вероятно чрез изграждане на язовирна стена при Първия праг. След като провежда проучвания на място, той преценява, че задачата е неосъществима и, опасявайки се от гнева на халифа, решава да се престори на полудял. Той остава под домашен арест от 1011 година до смъртта на халифа през 1021 година, като по онова време пише влиятелния си труд „Книга за оптиката“.

### Ниска стена
В края на 19 век Египет е поставен под контрола на Британската империя. През 1898 година британците започват изграждане на язовирна стена при Първия праг на река Нил. Проектът е ръководен от Уилям Уилкокс, като в него участват и други видни инженери, сред които Бенджамин Бейкър и Джон Еърд. Стената е тържествено открита на 10 декември 1902 година.
Ниската стена е проектирана като гравитационна с множество контрафорси с разположени между тях шлюзове, отворени целогодишно, за да пропускат водата и плодородните наноси без да задържат воден резерв между отделните години. Предвиден е и плавателен шлюз на западния бряг, даващ възможност за продължаване на корабоплаването нагоре по реката до Втория праг. Стената е зидана с необработен камък и е облицована с плочи от червен гранит. По времето на завършването си Ниската стена е най-голямата зидана стена в света и сред най-големите строителни проекти изобщо.
Първоначално височината на Ниската стена е ограничена, за да се избегне заливането на храмовия комплекс във Филе, но скоро се оказва, че съоръжението не е достатъчно. Стената е надграждана на два пъти, през 1907 – 1912 и 1929 – 1933 година, като са добавени мощности за производство на електричество. В окончателния си вид Ниската стена има 1950 m дължина и 36 m височина на короната над първоначалното речно легло. След изграждането на Високата стена възможността за пропускане на плодородните наноси и корабоплаването е изгубена. Днес Ниската стена се използва за регулиране на водите, изпускани от преливниците на Високата стена.

### Висока стена
След като през 1946 година Ниската стена е почти залята от придошлите води на река Нил, британската администрация взема решение, вместо да надстроява стената за трети път, да построи втора стена на 7 km нагоре по течението. Тя обаче не успява да осъществи намеренията си, поради настъпилите политически промени в страната. През 1951 година е отменен Англо-египетският договор от 1936 година, а на следващата година монархията е премахната и в страната е установен националистически режим начело с Гамал Абдел Насър.
Конкретното проектиране на високата стена започва през 1954 година, но скоро основен фактор за реализацията на проекта става международната политика. И Съединените щати, и Съветският съюз предлагат изгодни финансови условия за изграждане на стената с тяхно участие, стремейки се да привлекат Египет на своя страна в рамките на конфликта си в Студената война, докато правителството на Насър се опитва да лавира между тях, за да извлече максимална полза.
Поврат в преговорите настъпва през 1955 година, поради нежеланието на Съединените щати да доставят на Египет въоръжение, което може да бъде използвано за нападение срещу Израел. През септември с посредничеството на Чехословакия Египет и Съветския съюз се договарят за доставки на съветско оръжие срещу бъдещи доставки на египетско зърно и памук. Въпреки това американците продължават да се надяват на успех и през декември предлагат нови преференции за реализирането на Асуанската стена.
След признаването от египетското правителство на Китайската народна република Съединените щати решават да се откажат от участие в проекта, още повече, че Египет продължава да влошава отношенията си с Турция и Ирак, които са основни американски съюзници в региона. През юни 1956 година Съветският съюз предлага на Египет дългосрочен кредит от 1,12 милиарда долара при 2% лихва, който да бъде използван за строителството на Асуанската стена, а на 19 юли американското правителство обявява, че финансовото участие на страната в проекта „не е осъществимо при сегашните обстоятелства“.
На 26 юли 1956 година Гамал Абдел Насър обявява национализацията на Суецкия канал, надявайки се да използва приходите от експлоатацията му за финансиране на Асуанската стена. В последвалата Суецка война Египет претърпява военно поражение от Великобритания, Франция и Израел, но излиза от нея с минимални политически щети след намесата на Съединените щати и Съветския съюз в негова полза.
През 1958 година, след края на Суецката война, Съветският съюз предоставя финансирането за проекта. Строителните работи отново са забавени, поради опасенията на археолозите от заливането от водите на язовира на няколко важни обекта. През 1960 година е проведена спасителна операция под егидата на ЮНЕСКО. Големият храм в Абу Симбел е запазен чрез преместването на 22 паметника и архитектурни обекта на бъдещия бряг на язовира. Други паметници са предадени на страните, помогнали при строителните работи, например Храмът от Дебод в Мадрид, Храмът от Тафис в Лайден и Храмът от Дендур в Ню Йорк. Въпреки това много археологически обекти, като селището Бухен, остават под водите на езерото Насър.

### В литературата
Действието на романа на Агата Кристи, „Смърт край Нил“ от 1937 г се развива и с преминаване при ниската стена на Асуан, която по това време е построена.